# Jarkko Hurme
Jarkko Erkki Hurme (Oulu, 4 juni 1986) is een Fins profvoetballer, die sinds januari 2014 als verdediger onder contract staat bij de Noorse club Odd Grenland. Eerder speelde hij in Italië.

## Interlandcarrière
Onder leiding van bondscoach Mika-Matti Paatelainen maakte Hurme zijn debuut voor de Finse nationale voetbalteam op 1 juni 2012 in de vriendschappelijke wedstrijd tegen Estland (1-2) in Tartu. Hij viel in dat duel na 62 minuten in voor Kari Arkivuo.